# Ласкавий травень (фільм)
«Ласкавий травень» — фільм-біографія про відомий радянський поп-гурт «Ласкавий травень» (рос. Ласковый май).
Слогани фільму: «Мільйонери з дитбудинку» (рос. «Миллионеры из детдома») та «У них не було дитинства, вони заробляли мільйони» (рос. «У них не было детства, они зарабатывали миллионы»).

## Сюжет
У 1985 році в СРСР стартувала епоха горбачовської перебудови, а через рік з'явився музичний гурт «Ласкавий травень» (рос. Ласковый май). На концертах були лише аншлаги, від нерозділеної любові до її учасників відбувалися самогубства. Фігура генсека Михайла Горбачова тьмяніла в променях слави творця «Ласкового мая» - Андрія Разіна . Випадково зроблена фотографія на пляжі, де Андрій Разін, будучи дитиною, зображений із сім'єю Горбачових, перевернула його долю, адже саме за допомогою цієї фотографії він став «племінником» Горбачова.
Він заявив про це не прямо - просто натякнув і йому миттєво повірили. Функціонери всіх рангів діяли негайно — перед ним відчинилися всі двері телебачення та радіо, радянська естрада лягла до його ніг. Разін їздив всіма Дитячими будинками СРСР у пошуках талановитих дітей для своїх груп-двійників. «Ласковый май» гастролював одночасно у кількох містах, даючи на день по 5-6 концертів. За всі 7 років існування гурту не було жодного непроданого чи зданого квитка. Кожен п'ятий житель СРСР побував на їхніх концертах.
Для всіх героїв сюжет фільму «Ласковый май» закінчиться по-різному. Юні музиканти (а особливо соліст Юрій Шатунов ) прославляться, Андрій Разін зірве найбільший куш у своєму житті, а дві нещасні прихильниці гурту будуть зґвалтовані бандитами- рекетирами і накладуть на себе руки.

## У ролях
- В'ячеслав Манучаров - Андрій Разін, продюсер групи « Ласкавий травень »
- Сергій Романович - Юрій Шатунов, соліст групи « Ласкавий травень »
- Максим Литовченко - Сергій Кузнєцов, композитор групи « Ласкавий травень »
- Христина Кузнєцова - Наташа
- Дмитро Блохін - голова колгоспу
- Людмила Зайцева - прийомна бабуся Андрія Разіна Валентина Михайлівна Гостєва [1]
- Іван Агапов - Михайло Сергійович Горбачов, генеральний секретар ЦК КПРС
- Наталія Старих - Раїса Максимівна Горбачова, дружина М. З. Горбачова
- Раїса Конюхова - Марія Пантеліївна Горбачова, мати Михайла Сергійовича Горбачова
- Максим Костромикін - Максим, друг Андрія Разіна
- Марина Орел - Катенька (прототип - збірний образ співачок Наталії Гулькіної та Каті Семенової )
- Раїса Рязанова - директорка Дитячого будинку - Валентина Миколаївна Тазекенова
- Петро Скворцов - Коля
- Катерина Федулова - Ліля, дівчина Андрія Разіна (прототип - Ірина Беспалова, перша громадянська дружина Андрія Разіна)
- Василь Білокопытов - начальник охорони
- Вікторія Матвєєва - мати Сергія
- Віктор Вержбицький – директор цирку
- Володимир Стеклов - голова Держтелерадіо Олександр Нікіфорович Аксьонов
- Іван Шабалтас - прокурор
- Євген Самарін - ведучий « Блакитного вогника »
- Інга Оболдіна - вчитель-вихователь групи

## Знімальна група
- Автор сценарію: Олена Райська
- Режисер-постановник: Володимир Виноградов
- Оператор-постановник: Сергій Юдаєв
- Художник-постановник: Ірина Алексєєва за участю Леоніда Свинцицького
- Композитор: Олексій Шелигін
- Текст пісень: Олена Кряковцева
- Аранжування та запис музики: Володимир Сайко
- Художник з костюмів: Олена Демидова
- Художник з гриму: Наталія Федорова
- Монтаж: Роман Коваль
- Звукорежисер: Євген Слівченко
- Підбір акторів: Євгенія Ангарова
- Режисер: Ніна Головіна
- Звукооператор: Євген Денисов
- Постановник трюків: Сергій Воробйов
- Кіноархів: Катерина Орлова
- Оператори крана: Ігор Яшин, Олександр Козило та Роман Гусєв.
- Механіки знімальної техніки: Олександр Іванов, Сергій Бєлковський
- Механіки операторської техніки: Костянтин Бистров, Іван Пєтухов
- Звукорежисер запис синхронних шумів: Микита Хрустальов
- Супервайзери комп'ютерної графіки: Дмитро Глущенко, Олена Плотнікова, Дмитро Веніков, Кето Набієва
- Хореограф: Олена Проневська
- Редактори: Юлія Максимова, Ольга Васньова
- Директор знімальної групи: Євген Ковальчук
- Виконавчі продюсери: Тетяна Биковська, Яна Шелигіна
- Співпродюсер: Геннадій Каганович
- Продюсер: Юхим Любінський